# واکه میانی
واکه میانی واکه‌ای است که در زبان‌های بسیاری استفاده می‌شود. این واکه بینابین واکه باز و واکه بسته است و در آن زبان در نیمه فاصله بیشینه و کمینه نسبت به کام قرار دارد.